# ミルポワ (アリエージュ県)
ミルポワ （Mirepoix）は、フランス、オクシタニー地域圏、アリエージュ県のコミューン。

## 地理
コミューンはオード県と境界を接している。パミエとカルカソンヌの中間のエル・ヴィフ川沿い、ピレネー山麓とローラゲ地方の半ばに位置している。
コミューンには古い国道である119号線、625号線、626号線が通じている。

## 歴史

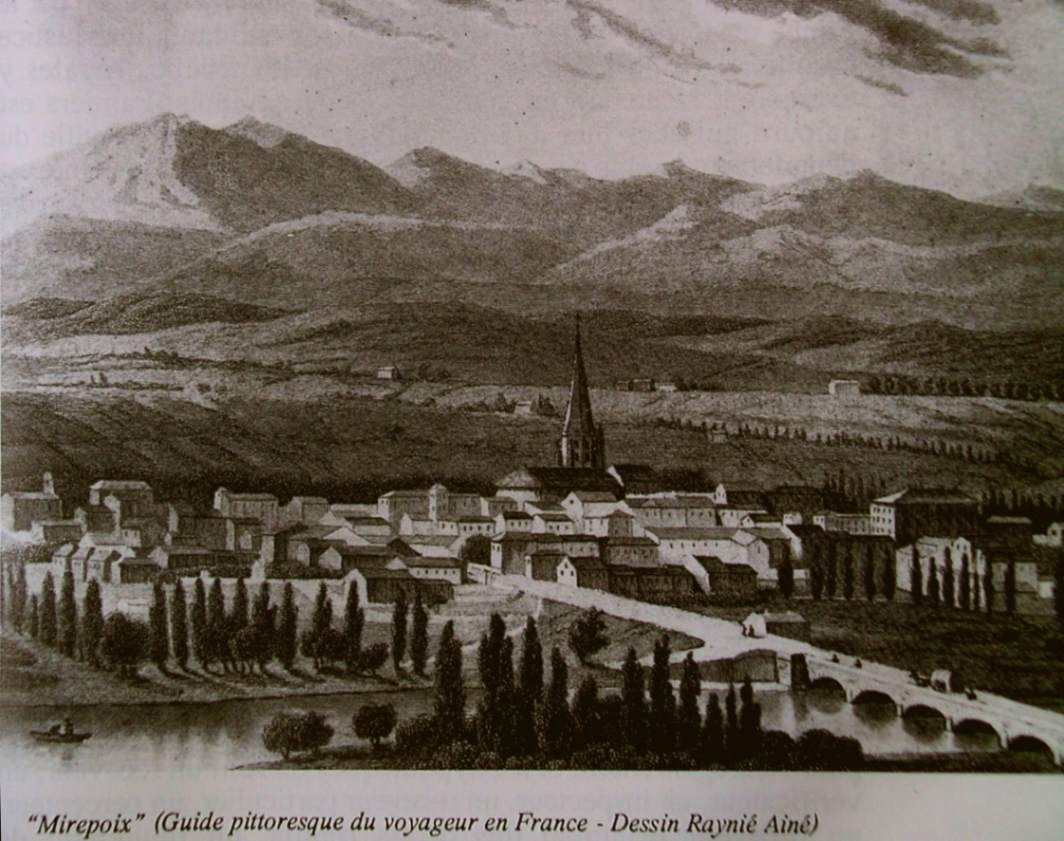
19世紀に描かれたミルポワ

フォワ伯の支配下にあったミルポワは、12世紀後半にはカタリ派が優勢となっていた。1206年に開かれた教会会議では600人ものカタリ派信徒が集まった。1209年、ミルポワはシモン4世・ド・モンフォールによって攻略され、彼の配下の1人であるギィ・ド・レヴィに与えられた。彼の子孫はレヴィ＝ミルポワ家として存続した。
町は元々エル・ヴィフ川右岸の川床につくられており、1289年には激しい洪水にみまわれた。壊滅した町は川の対岸に再建されたが、ミルポワ領主によってあてがわれたその場所は当時自然の高台であった。新たに築かれたミルポワは、厳密な意味でのバスティッドではない。しかし、旧市街は当時最も有効な都市計画で築かれており、そこには典型的なバスティッドの要素がある。
1801年までミルポワにはカトリックの司教座が置かれていた。

## 語源
ミルポワの語源は完全な総意としてまとまっていない。観光ガイドなど、ほとんどの参照文献では、『魚を探す』（Mira Peis）というオック語に元々もとづくと言及している。これは、町がエル川の浅瀬近くに建設されたという事実に由来する。そこは水が充分に澄んでおり、魚を探すにはこの場所が適していたことは明らかである。
この説明はしかし、新たな研究を発表した学者に否定された。研究によれば、ミルポワの語源はラテン語のMirum Podium、『山を探す』であるという。実際、ミルポワの町は印象的な背景となっている、タブ山地の峰峰と向かい合っているのである。

## 人口統計
| 1962年 | 1968年 | 1975年 | 1982年 | 1990年 | 1999年 | 2006年 | 2011年 |
| ------ | ------ | ------ | ------ | ------ | ------ | ------ | ------ |
| 3078   | 3255   | 3273   | 3139   | 2993   | 3061   | 3077   | 3127   |

参照元:1999年までEHESS、2004年以降INSEE

## 史跡
- 旧カテドラル - ゴシック様式。かつてミルポワ司教座が置かれていたが、現在はパミエ司教座に属する。
- 旧司教宮殿 - カテドラルの身廊の一部が延長されて15世紀に建設。現在は博物館
- コンシュル邸 - 建物は15世紀。コンシュルという住民の代表職が置かれたのは、1274年、ミルポワ領主ギィ3世・ド・レヴィによってである。
- アヴァル門 - 1372年にさかのぼる。
- テリド城 - 960年に最初に公文書に記録が残されている古い城。シモン4世・ド・モンフォールがミルポワを攻略した後、ギィ・ド・レヴィに授けた。テリドの名が初めてつけられたのは16世紀、ジャン・ド・レヴィがカトリーヌ・ド・ロマーニュと結婚したことで、彼女の持参金としてテリドおよびギモワ男爵領がレヴィ家にもたらされてからである。

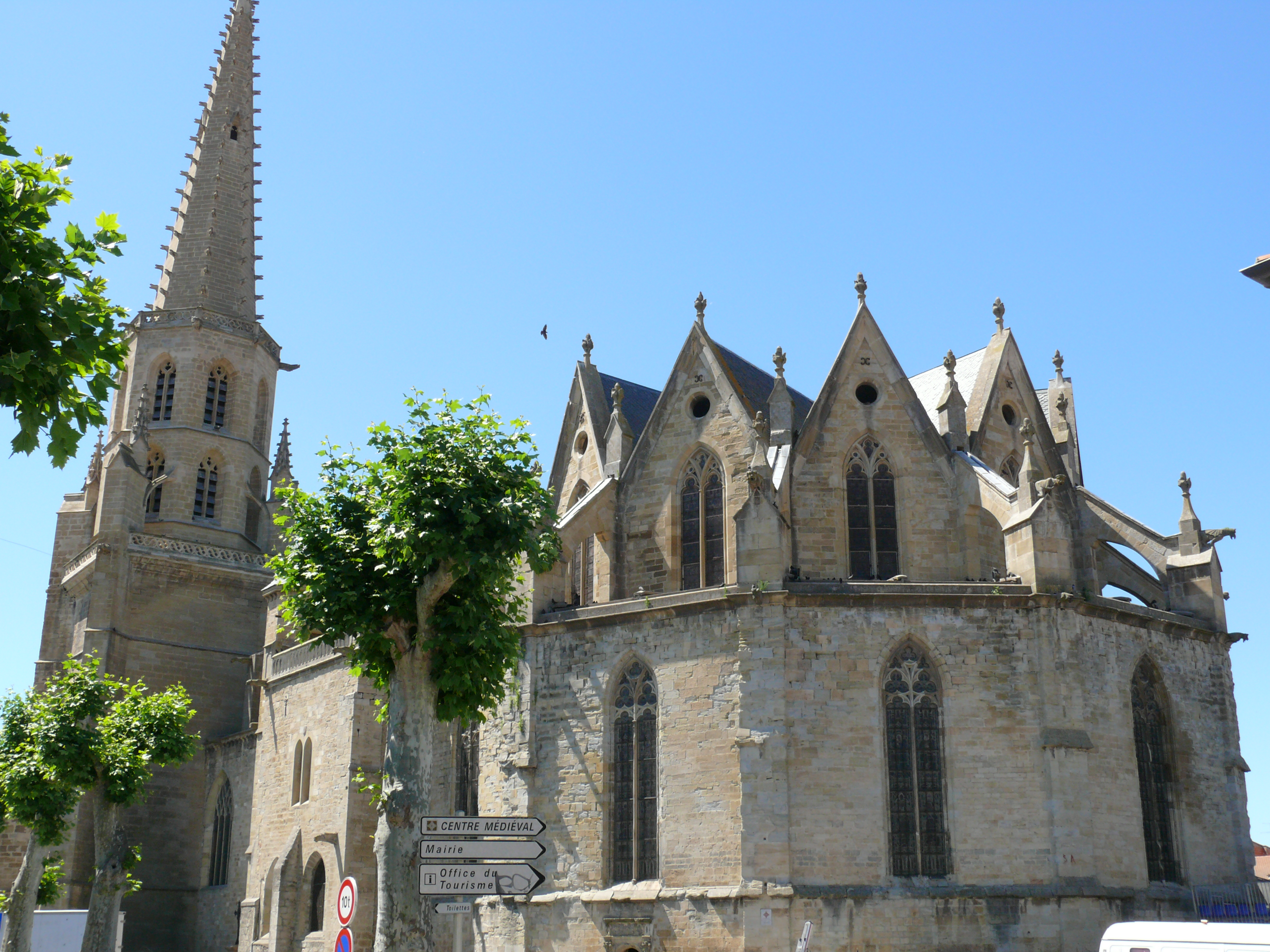
旧カテドラル
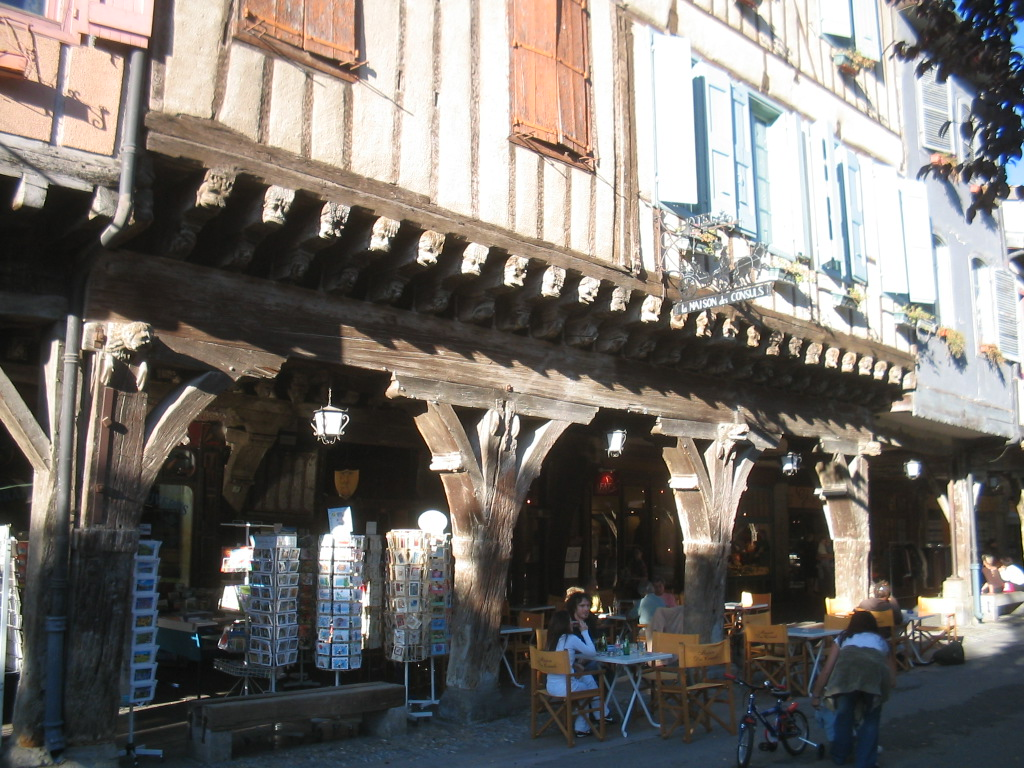
コンシュル邸
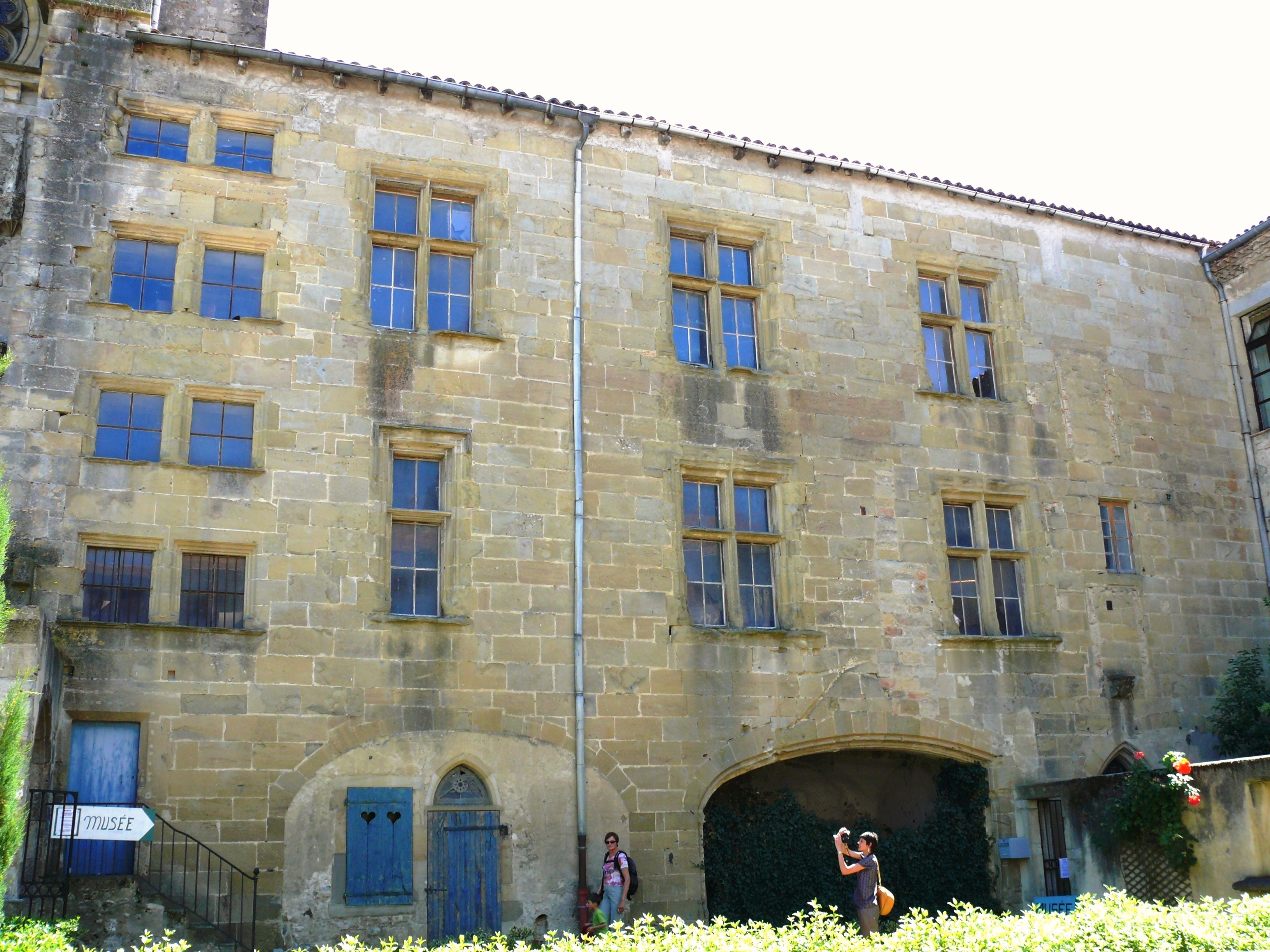
司教宮殿
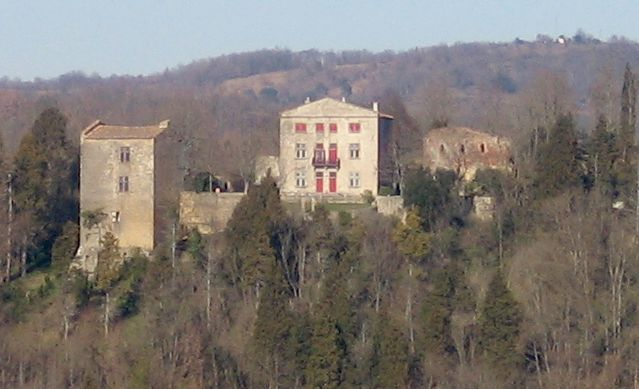
テリド城
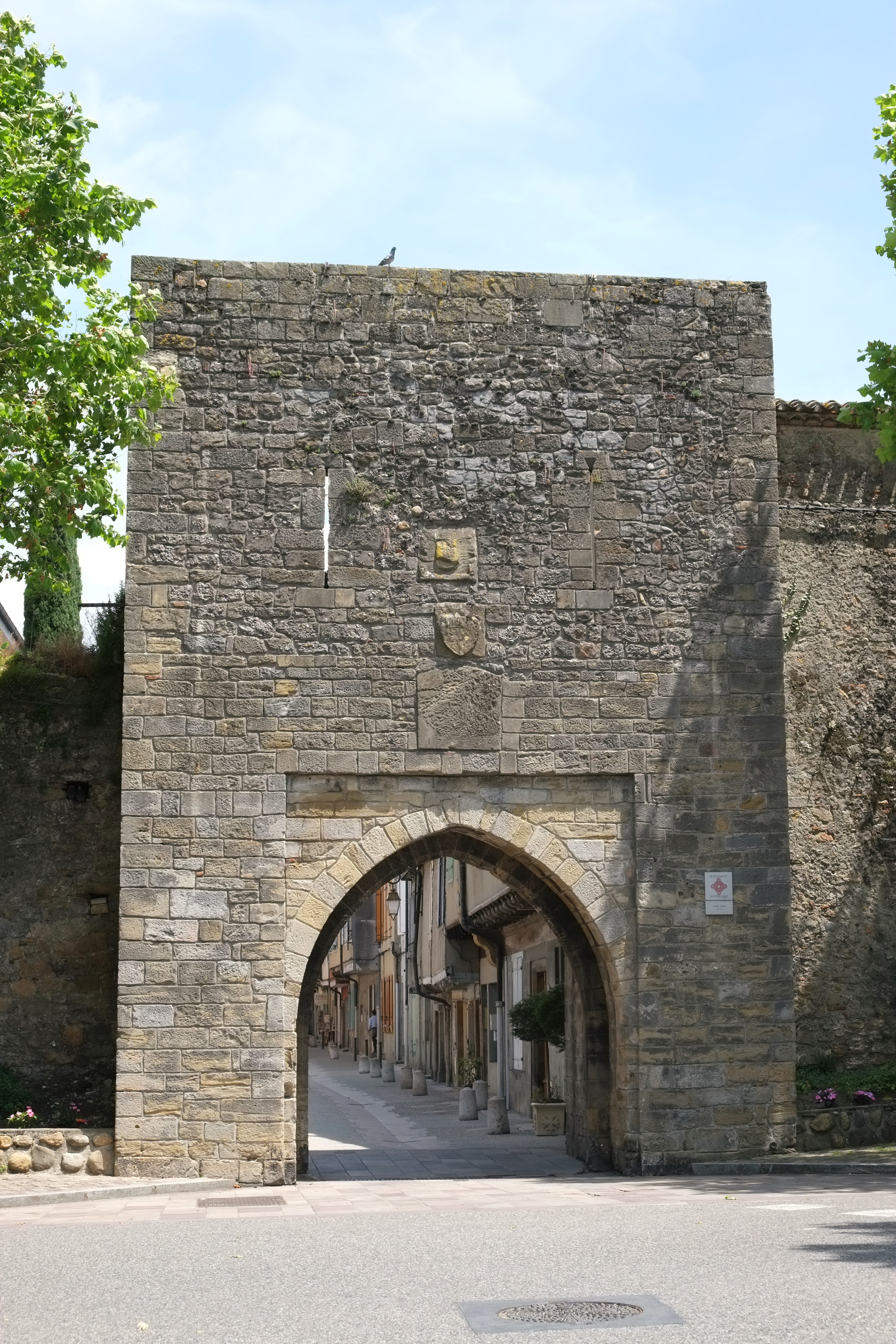
アヴァル門

## ゆかりの人物
- ジャック・フルニエ - ミルポワ司教。のちにローマ教皇ベネディクトゥス12世となる
- エミール・ピネ＝ラプラード（fr） - 元セネガル総督
- アントワーヌ・ド・レヴィ＝ミルポワ（fr） - 文筆家。アカデミー・フランセーズ会員。第二次世界大戦時代にミルポワの首長であった。
- クロード・ラボテュ（fr） - スタッド・トゥールーザンに所属した元プロラグビー選手。
- ピエール・サレット（fr） - ナルボンヌに所属した元プロラグビー選手。

## 姉妹都市
- パラフルジェイ、スペイン